# V symfonia Mendelssohna
V symfonia D-dur op. 107, nazywana Symfonią „Reformacyjną”, została skomponowana przez Feliksa Mendelssohna w 1830 roku z okazji trzechsetnej rocznicy napisania przez Filipa Melanchtona Wyznania augsburskiego, które ustanowiło doktrynę luteranizmu i było doniosłym dokumentem reformacji.
Symfonia napisana na pełny skład orkiestrowy była pierwszą długą symfonią napisaną przez kompozytora. Mendelssohn skomponował ją jeszcze w 1830 roku przed symfoniami II, III i IV, została jednak pominięta w jego publikacjach i ukazała się dopiero po jego śmierci, w 1868 roku. Późny numer dzieła (opus 107) wprowadzać może w błąd, ponieważ jest to chronologicznie druga symfonia skomponowana przez Mendelssohna. Jakkolwiek symfonia ta nigdy nie była często wykonywana, dzisiaj jest znacznie lepiej znana niż za życia jej twórcy.

## Historia

### Kompozycja
W grudniu 1829 roku, na rok przed ogłoszeniem przez króla pruskiego Fryderyka Wilhelma III obchodów trzechsetnej rocznicy Wyznania augsburskiego, Mendelssohn zaczął pracować nad Symfonią Reformacyjną. Jako ortodoksyjny luteranin, Mendelssohn miał nadzieję, że weźmie udział w uroczystościach w Berlinie, które wyznaczono na 25 czerwca 1830 roku. Zamierzał ukończyć kompozycję w styczniu 1830 roku, a następnie odbyć czteromiesięczną podróż przed uroczystością w czerwcu. Choroba zmusiła go jednak do dłuższej pracy nad Reformacyjną, niż początkowo przewidywał. W końcu marca symfonia była wciąż w stadium tworzenia z powodu nieprzewidzianego obrotu wydarzeń: Mendelssohn zaraził się odrą od swojej siostry Rebeki. Z wielkim opóźnieniem wrócił do komponowania i ostatecznie ukończył symfonię w maju. Niestety, było już za późno, by ją przedłożyć augsburskiej komisji, powołanej w celu skompletowania repertuaru uroczystości. Nie jest jednak pewne, kiedy dokończył dzieło; w liście do Ferdinanda Davida wysłanego 13 kwietnia 1830 roku Mendelssohn zaznaczył, że nie miał zamiaru ukończyć symfonii przed uroczystościami w Augsburgu.

### Niepowodzenie
Istnieje wiele spekulacji, dlaczego tworzonego wówczas dzieła nie zwieńczył sukcesem. Mendelssohnowi bardzo zależało na przedstawieniu symfonii podczas obchodów trzechsetnej rocznicy Wyznania augsburskiego, co mogło być początkiem jego kariery w Berlinie. Niewykluczone, że w niepowodzeniu rolę odegrał antysemityzm. Mendelssohn został wychowany jako luteranin, ale w Berlinie wciąż był uważany za żyda. Wielu jego przyjaciół, włączając C.F. Zeltera i Wilhelma Humboldta, mogło być nieufnych wobec tej kompozycji z powodu jego żydowskiego pochodzenia, a uroczystość w Augsburgu miała charakter religijny. Inną przyczyną mogła być interwencja Eduarda Grella, który w tym czasie w Berlinie zyskał pozycję sprawnego i odnoszącego sukcesy kompozytora. Styl Grella był niezwykle konserwatywny, co odpowiadało charakterowi uroczystości augsburskiej, w przeciwieństwie do rozległej, romantycznej symfonii Mendelssohna.

### Podróże
Mendelssohn wznowił swoje podróże natychmiast po ukończeniu Symfonii „Reformacyjnej”. Jego wysiłki zmierzające do jej wykonania spełzły na niczym. Zamierzał, korzystając z pomocy przyjaciela Heinricha Dorna, dać pierwsze wykonanie symfonii w Lipsku 1 czerwca 1830 roku, ale wskutek przedłużającego się kopiowania nut pomylił się z wyznaczeniem ostatecznego terminu koncertu. Niedługo potem usiłował opublikować partyturę, ale był odsyłany od wydawcy do wydawcy. Mendelssohn podjął następnie wysiłki na rzecz wykonania symfonii w Monachium, we Włoszech i w Paryżu, ale bez powodzenia. Zniechęcony i rozczarowany nie zawracał sobie już nawet głowy próbą wykonania symfonii w Londynie. Latem 1832 roku Mendelssohn wrócił do Berlina, gdzie wprowadził poprawki do partytury. Późnym latem Symfonia „Reformacyjna” ostatecznie została wykonana. Nie wykonano jej jednak ponownie aż do 1868 roku.

### Rozczarowanie
Mendelssohn uważał Symfonię „Reformację” za jedno ze swoich chybionych dzieł i nie pozwalał na jej opublikowanie. Dzieło zostało jednak wydane pośmiertnie w 1868 roku i obecnie jest grane przez wiele orkiestr na całym świecie.

## Forma
Symfonia składa się z czterech części:
1. Andante – Allegro con fuoco
2. Allegro vivace
3. Andante
4. Andante con moto – Allegro maestoso

Zazwyczaj wykonanie symfonii trwa około 33 minut.

### Andante–Allegrocon fuoco
Pierwsza część jest utrzymana w formie allegra sonatowego. W powolnym wstępie (Andante) Mendelssohn cytuje w smyczkach motywy drezdeńskiego Amen. Ta sama fraza została wykorzystana przez Wagnera w Parsifalu.
Instrumenty smyczkowe zostają zdominowane przez Instrumenty dęte.
„Drezdeńskie Amen” ponownie pojawia się na smyczkach i kontynuowane jest aż do Allegro con fuoco. Drugi temat muzyczny tej części utrzymany jest w tonacji d-moll, ale wciąż słychać w nim inspiracje Drezdeńskim Amen.

### Allegrovivace
Druga część, Scherzo, ma odmienny charakter. Rozpoczyna się od „Drezdeńskiego Amen”, w którym melodia została ukazana inwersji, a rytm uległ wypunktowaniu. Inwersja „Drezdeńskiego Amen” obecna jest w całej drugiej i trzeciej części

### Andante
Trzecia część, w tonacji g-moll, jest bardziej powściągliwa i przeznaczona przede wszystkim dla instrumentów strunowych. Ponownie pojawiają się partie „Drezdeńskiego Amen”. Część ta kończy się nawiązaniem do drugiego tematu pierwszej części.

### Andantecon moto –Allegromaestoso
Czwarta część ma formę sonaty i jest utrzymana w rytmie na 6/8. Stanowi ona podstawę dla chorału Marcina Lutra Warownym grodem jest nasz Bóg. Drugi temat jest odwróceniem Allegro con fuoco z pierwszej części. Na końcu coda, potężna wersja chorału Lutra, grana jest przez całą orkiestrę.